# Juillet 1841

## Événements
- Troubles à Toulouse visant à empêcher le recensement fiscal ordonné par le ministre des Finances, Georges Humann afin de réformer l'assiette de l'impôt sur les portes et fenêtres. D’autres troubles ont lieu durant l’été à Bordeaux, Villeneuve-sur-Lot, Céret, Lille (août), Clermont-Ferrand (septembre).

- 10 juillet : protocole de clôture de la question d'Agypet signé à Londres.

- 13 juillet : convention fermant les détroits (Dardanelles et Bosphore) aux bateaux de guerre autres que Turcs, sauf en cas de guerre.
  - L’Égypte obtient un statut de province autonome sous l’autorité formelle du Sultan ottoman. Le gouvernement du pays est reconnu héréditaire dans la famille de Méhémet Ali avec le titre de vice-roi. L’entourage des vice-rois reste avant tout turcophone.
  - Soulèvement populaire en Crète dirigé contre le retour de la domination ottomane en application des accords conclu par la Quadruple-Alliance et la France lors de la conférence de Londres du 13 juillet.
  - NdE Rémusat Mémoires T4, p. 6 : "Convention pour la clôture des Détroits du Bosphore et des Dardanelles, signée à Londres le 13 juillet 1841 entre l'Angleterre, l'Autriche, la France, la Prusse, la Russie et la Turquie. Le préambule se référait à l'ancienne règle de l'Empire ottoman, d'après laquelle le passage des Détroits des Dardanelles et du Bosphore doit toujours être fermé aux bâtiments de guerre, tant que la Porte se trouve en paix; dans l'article v la Porte déclarait sa résolution inébranlable de maintenir cette règle de la fermeture des Détroits, et les puissances s'engageaient à la respecter. Le Sultan se réservait le droit d'autoriser comme par le passé, l'entrée des bâtiments légers pour le service des légations étrangères; il donnerait connaissance de la Convention à tous les gouvernements avec lesquels il était en relation."

- 17 juillet, France : Gobineau a achevé la biographie de l'Alviane et écrit pour le journal des Débats un article sur la question de Candie. Il n'a aucune confiance dans le comité légitimiste : « Que faire de ces gens-là dans une affaire où il faudrait apporter tant de mesure, de prudence, d'adresse et de fermeté ? »

- 18 juillet : majorité de Pedro II au Brésil. Il rétablit le Conseil d’État et dote son pays d’un code de procédure. Il s’attache à imposer une politique d’expansion économique, favorable à l’aristocratie foncière et génératrice de troubles.

- 26 juillet, France : le « comte de Chambord », neveu et héritier du prétendant légitimiste, est victime d’un grave accident de cheval, qui le laisse légèrement handicapé de la jambe gauche.

- 30 juillet, France : répondant aux vœux de la Garde nationale de Boulogne, Victor Hugo écrit pour l'inauguration d'une statue de Napoléon dans cette ville : Hymne pour l'inauguration de Napoléon (repris dans Toute la lyre).

## Naissances
- 12 juillet : César De Paepe, homme politique belge († 19 décembre 1890).

## Décès
- 15 juillet :
  - Félix Savary (né en 1797), astronome français.
  - Le romancier russe Lermontov est tué en duel (° 1814).
- 19 juillet : Jean-Louis Fournier, homme politique (° 1769).